# Glen D. VanHerck

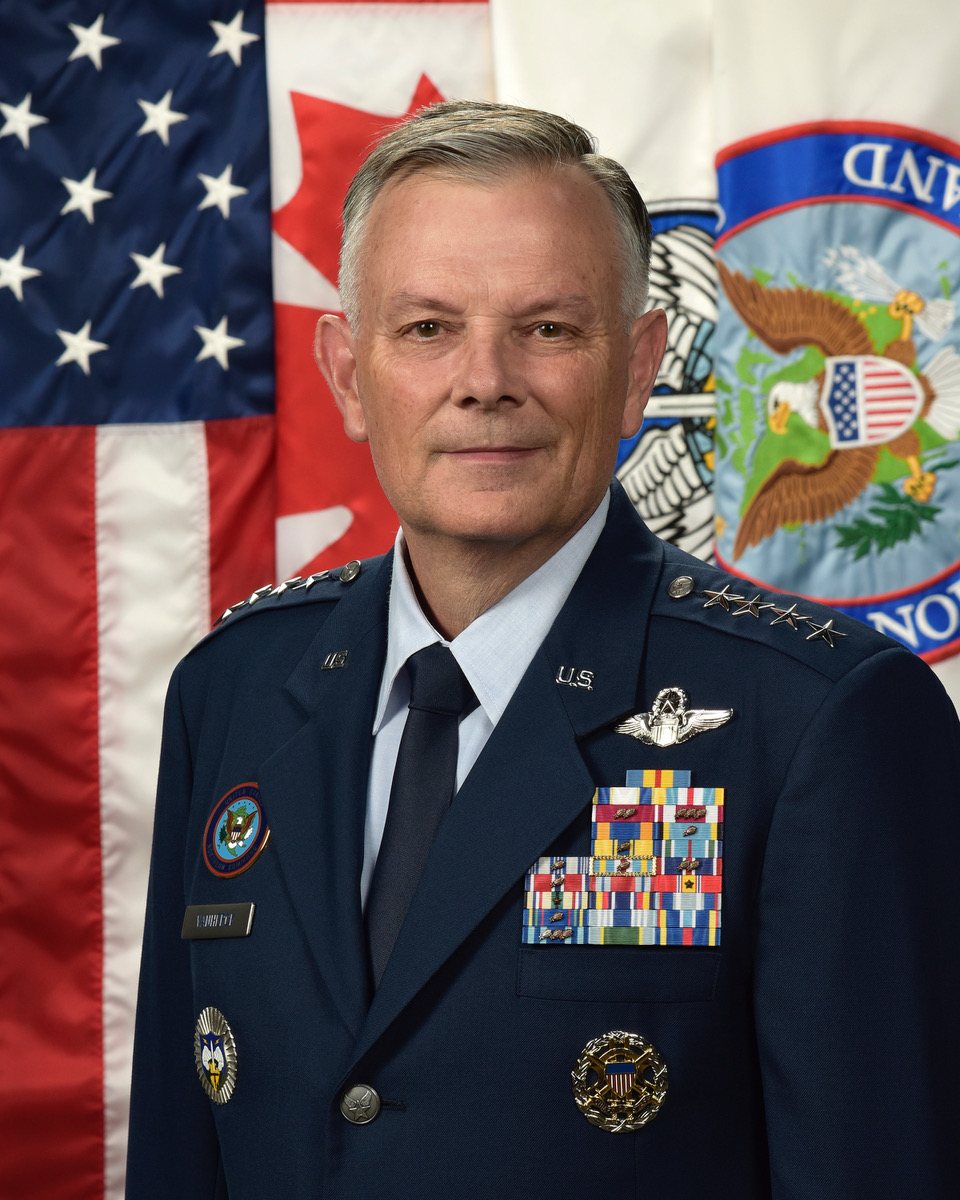
Glen VanHerck (2020)

Glen David VanHerck (* 20. Oktober 1962 in Murray, Calloway County, Kentucky) ist ein pensionierter General der United States Air Force. Er war unter anderem Kommandeur des North American Aerospace Defense Command und des United States Northern Commands.
Über das ROTC-Programm der University of Missouri gelangte er im Jahr 1989 in das Offizierskorps der United States Air Force. Dort durchlief er anschließend alle Offiziersränge vom Leutnant bis zum Vier-Sterne-General.
Im Lauf seiner militärischen Karriere absolvierte er verschiedene Kurse und Schulungen. Dazu gehörten unter anderem eine Ausbildung zum Kampfpiloten und weitere Fortbildungskurse als Pilot neuer Flugzeugtypen; die Squadron Officer School auf der Maxwell Air Force Base in Alabama; das Air Command and Staff College und das Air War College, beide über jeweils einen Fernkurs, und das Naval War College in Newport in Rhode Island. Später folgten noch vier Kurse auf der Maxwell AFB. Dabei handelte es sich um den Combined Force Air Component Commanders Course, den Cyberspace Operations Executive Course, den Joint Flag Officer Warfighting Course und den Joint Senior Information Operations Course. Außerdem erhielt er akademische Grade von der University of Central Missouri und der University of Virginia.
In seinen frühen Jahren als Offizier der Luftwaffe war er an verschiedenen Stützpunkten in den Vereinigten Staaten stationiert. Dabei war er als Pilot, Flugausbilder oder Stabsoffizier bei unterschiedlichen Einheiten tätig. Dazwischen absolvierte er die erwähnten Schulungen. Zwischen November 1989 und Dezember 1993 war er auf der Kadena Air Base in Japan stationiert. Danach setzte er seine Laufbahn in den Vereinigten Staaten fort.
Zwischen Januar 2005 und Januar 2007 kommandierte Glen VanHerck auf der Whiteman Air Force Base in Missouri die 325. Schwadron (325th Weapons Squadron). Danach war er bis zum Juli des gleichen Jahres stellvertretender Kommandeur der ebenfalls auf der Whiteman AFB ansässigen 509th Operations Group. Nach einigen zwischenzeitlichen Lehrgängen erhielt er im September 2008 auf der Vance Air Force Base in Oklahoma das Kommando über die 71st Operations Group. Diese Aufgabe nahm er bis zum Januar 2010 wahr. Anschließend war er bis Juni 2010 auf dem gleichen Stützpunkt stellvertretender Kommandeur des 71. Ausbildungsgeschwaders (71st Flying Training Wing).
VanHercks nächster Auftrag führte ihn zur Offutt Air Force Base in Nebraska. Dort leitete er bis zum Juni 2012 die Stabsabteilung für Planungen und Integration (Director, Plans and Integration) des Joint Functional Component Command for Global Strike, das dem United States Strategic Command untersteht. Daran schloss sich eine Versetzung zur Dyess Air Force Base in Texas an. Zwischen Juli 2012 und Februar 2014 kommandierte er dort das 7. Bombergeschwader (7th Bomb Wing). Anschließend erhielt er auf der Whiteman AFB das Kommando über das 509. Bombergeschwader (509th Bomb Wing), das er bis zum Juni 2015 innehatte.
Als Nächstes war VanHerck bis zum März 2016 Leiter der Stabsabteilung für Operationen beim Air Force Global Strike Command, das auf der Barksdale Air Force Base in Louisiana ansässig ist. Danach übernahm er auf der Nellis Air Force Base in Nevada die Leitung des U.S. Air Force Warfare Centers. Diese Aufgabe erfüllte er bis zum Juli 2017. Anschließend gehörte er bis zum August 2020 in unterschiedlichen Funktionen dem Stab der Joint Chiefs of Staff an. Zuletzt bekleidete er dort das ranghohe Amt des Director of the Joint Staff, das er zwischen September 2019 und August 2020 innehatte.
Am 20. August 2020 übernahm Glen VanHerck als Nachfolger von Terrence J. O’Shaughnessy auf der Peterson Space Force Base in Colorado das Kommando über das United States Northern Command und in Personalunion über das North American Aerospace Defense Command (NORAD). Diese Ämter behielt er bis zum 4. Februar 2024, als er von Gregory M. Guillot abgelöst wurde, der ihm in beiden Ämtern nachfolgte. Anschließend schied er aus dem aktiven Militärdienst aus.
Während seiner aktiven Zeit als Militärpilot absolvierte er über 3200 Flugstunden auf verschiedenen Flugzeugtypen.
Nach seiner Pensionierung wurde er Vorstandsmitglied des Canada Institutes. 

## Daten der Beförderungen
| Abzeichen | Rang               | Jahr               |
| --------- | ------------------ | ------------------ |
|           | Second Lieutenant  | 16. September 1987 |
|           | First Lieutenant   | 16. September 1989 |
|           | Captain            | 16. September 1991 |
|           | Major              | 1. August 1998     |
|           | Lieutenant Colonel | 1. Februar 2003    |
|           | Colonel            | 1. September 2007  |
|           | Brigadier General  | 2. September 2013  |
|           | Major General      | 13. Mai 2016       |
|           | Lieutenant General | 27. September 2019 |
|           | General            | 20. August 2020    |

## Orden und Auszeichnungen
Glen VanHerck erhielt im Lauf seiner militärischen Laufbahn unter anderem folgende Auszeichnungen:
- Defense Distinguished Service Medal
- Air Force Distinguished Service Medal
- Defense Superior Service Medal
- Legion of Merit
- Meritorious Service Medal
- Air Medal
- Aerial Achievement Medal
- Joint Service Commendation Medal
- Air and Space Commendation Medal
- Air and Space Achievement Medal
- Military Distinction Award (Mexiko)
- Meritorious Service Cross (Kanada)